# Рани мраз
Рани мраз је био југословенски рок бенд из Новог Сада, који је 1977. године формирао бивши члан Жетве Ђорђе Балашевић. Бенд је објавио два албума до 1981. године, када је расформиран.

## Историја
Рани мраз су формирали бивши чланови Жетве, Ђорђе Балашевић и Верица Тодоровић крајем 1977. године. Име Рани Мраз група је добила по једној руској пословици: "Ако се надаш доброј жетви, чувај се раног мраза". У првој постави бенда такође је био и гитариста Владимир Кнежевић Кнез. Свој први наступ имали су у децембру 1977. на Избору спортисте године у београдској хали Пионир, гдје су извели Жетвин чувени хит У раздељак те љубим, међутим, тада са алтернативним стиховима У левицу те љубим, посвећену боксеру Мати Парловом. Убрзо након тога, Балашевић је позван на Радио Нови Сад, да сними једну од његових пјесама, којом ће представљати Радио Нови Сад на фестивалу у Опатији 1978. године. Изабрана је пјесма Моја прва љубав и она је снимљена са члановима бенда Неопланти, пошто Рани мраз још није имао чланове. Сингл су снимили, осим Балашевића, Тодоровић и Кнежевић, Балашевићев пријатељ Слободан Павковић, фудбалер који је у то вријеме играо за ФК Војводина. Иако Рани мраз није побиједио на фестивалу, пјесма је постала хит, и сингл, који је издао Југотон, је био продат у више од 130.000 копија.
Бенд је позван да изводи за предсједника Јосипа Броза, и за ту прилику Балашевић је написао Рачунајте на нас. Са овом пјесмом Балашевић се појавио на Омладинском фестивалу у Суботици. Убрзо, на савјет новинара Пеце Поповића, бивши чланови Сунцокрета Бора Ђорђевић и Биљана Крстић су се придружили бенду, постајући чланови најпознатије, али краткотрајне поставе Раног мраза. Ова постава је снимила Рачунајте на нас и објавила га као сингл, са пјесмом Страшан жуљ на Б страни. Ова пјесма је убрзо постала химна југословенске омладине. Читаоци магазина Џубокс изабрали су Рачунајте на нас за Сингл године, и Балашевића изабрали за трећег на листи најбољих композитора (иза Горана Бреговића и Радомира Михајловића). Током љета 1978, Рани мраз је одржао бројне концерте у београдском Дому омладине. Након снимања сингла са пјесмама Опрости ми Катрин и Живот је море, Бора Ђорђевић је напустио бенд, након чега је формирао Рибљу чорбу. Бенду су се придружили клавијатуриста Александар Дујин Дуја и бас-гитариста Александар Кравић Цаки. 
Рани мраз је свој први албум Мојој мами уместо матурске слике у излогу објавио 1979. У вријеме кад је албум снимљен, Крстић и Балашевић су били једини чланови бенда, па су на снимању учествовали: Бојан Хрељац (бас-гитара), Владимир Фурдуј (бубњеви), Слоба Марковић (клавијатуре) и Мића Марковић (саксофон). Продукцију је урадио Јосип Бочек, који је такође свирао гитару. Са овог албума су познатије пјесме Све је добро што се добро сврши, Много ми значи то, Неки нови клинци и Драго ми је због мог старог. Током љета, Ђорђе Балашевић и Биљана Крстић, са бендом Неопланти, су одржали бројне концерте широм Југославије. У то вријеме, Балашевић је почео држати своје познате хумористичке монологе. Пјесници Мика Антић и Перо Зубац су гостовали на неким концертима Раног мраза. На сплитском музичком фестивалу, Балашевић је освојио прво мјесто са пјесмом Панонски морнар. У септембру, Рани мраз је одржао осам распроданих концерата у београдском Дому синдиката.
Године 1980, Балашевић и Крстић су објавили Одлази циркус, њихов други и задњи албум под именом Рани мраз. Године 1981. објављена је сингл плоча Три пут сам видео Тита. Са албума су се издвојили хитови Прича о Васи Ладачком, Мирка и Менует. Сљедеће године, 1982, Балашевић је објавио албум Пуб, којим је званично започео соло каријеру.

## Фестивали
Опатија:
- Моја прва љубав, награда за најбоље дебитанте фестивала, '78

Омладина, Суботица:
- Рачунајте на нас, '78

Сплит:
- Панонски морнар, победничка песма (Вече далматинске шансоне), '79